# Wilson Fittipaldi
Wilson Fittipaldi jr. (25. prosince 1943, São Paulo, Brazílie – 23. února 2024, São Paulo) byl brazilský automobilový závodník, pilot Formule 1 a podnikatel.
Ve Formuli 1 závodil v letech 1972–1975, ale nikdy nedosáhl výraznějšího úspěchu. V roce 1975 ukončil závodní kariéru, aby se plně mohl věnovat budování brazilského národního týmu F1.

## Život
Jeho otec, Wilson Fittipaldi senior, patřil mezi nejznámější postavy motoristického sportu v Brazílii. Proslul zejména jako organizátor závodů a známý komentátor, jeho zásluhou se začaly v roce 1973 pořádat mistrovské závody F1 na brazilské půdě. Měl ovšem dostatečně pádný argument ve svých synech, kterým nijak nezabraňoval v jejich závodnických ambicích. Starší Wilson vlastně prošlapával cestičku mladšímu bratrovi Emersonovi, na radu otce se v roce 1966 přesunul do Evropy a tam absolvoval první závodnické kroky na půdě nejstaršího kontinentu ve formuli Ford. Pro rodinu Fittipaldiů byla příznačná soudržnost, takže první peníze, které Wilson na závodních okruzích vydělal, použil později Emerson pro své závodnické začátky.
Wilson byl spíš po otci, což neznamená, že neměl slušné výsledky jak ve formuli Ford, tak později v F3 a F2, ale přece jenom ho spíš lákaly organizační stránky závodění. Už od počátku 70. let se zamýšlel nad myšlenkou národního brazilského vozu. Že však rozhodně nebyl nejhorším pilotem dokazuje i fakt, že v roce 1972 dostal nabídku na post třetího pilota u stáje Brabham. Přispěla k tomu i podpora brazilské firmy Bardahl, ale první rok ve formuli 1 staršímu Fittipaldimu moc nevyšel. Vlastně nejlépe si vedl při svém debutu v GP Španělska, dojel sedmý. Všeobecně se čekalo, že po sezóně tým opustí, jenže do hry vstoupil jeho tehdejší týmový kolega Graham Hill. Rozhodl si založit vlastní tým, takže Wilson dostal nabídku i na rok 1973. A hned prvním závodem tohoto ročníku (GP Argentina) se zapsal se svým bratrem do historie F1 – poprvé za dobu jejího konání dojeli sourozenci na bodovaných místech. Zopakovali si to i v německé GP, kde dokonce Wilson dojel do cíle před svým bratrem, tehdy obhájcem titulu.
Pro rok 1974 dostali bratři Fittipaldiové nabídku od týmu McLaren, aby vytvořili stájovou dvojici, ale Wilson odmítl. V sezóně 1974 se ve startovním poli F1 vůbec neobjevil, takže spekulace o jeho dalším závodnickém osudu nabraly velkého rozměru. Těsně před koncem roku už bylo vše jasné – Wilson zasvětil veškeré své síly přípravě brazilského monopostu. Ačkoliv ne všechno dopadlo podle jeho představ, s velkou slávou se postavil na start prvního závodu ročníku 1975 v Argentině – aby nablýskaný vůz Copersucar-Fittipaldi skončil v plamenech. Místo brazilského zázraku se po tratích pohyboval spíš přízrak, Wilsona v trénincích často poráželo celé startovní pole. Wilson poznal, že poněkud přecenil své síly, navíc začal ztrácet nervy a po Grand Prix Německa dokonce vyvolal v hotelu skandál, když nepříčetně řval na recepční. Hned v dalším závodě havaroval v tréninku a zlomil si ruku, takže ho čekala nucená pauza. Poslední závod sezóny v americkém Watkins Glenu znamenal pro Wilsona i rozloučení s aktivní kariérou pilota F1 – a desáté místo bylo do té doby maximum, co Copersucar-Fittipaldi na dráze předvedl.
Další osudy staršího Fittipaldiho byly spjaty s chodem týmu a potvrzovaly, že Wilson byl lepší organizátor a obchodník. Pro rok 1976 se mu podařilo přetáhnout od McLarenu svého bratra, který pak "nejsladší auto světa" (narážka na sponzora, cukrovarnický koncern Copersucar) pilotoval pět let. Jeho kvality však nikdy nedosáhly přání jeho tvůrců. Poté co éra týmu Fittipaldi skončila (1982) se Wilson dále věnoval obchodním záležitostem a později dbal na závodnickou kariéru svého syna Christiana Fittipaldiho.